# Catedral de San Josafat (Edmonton)
La Catedral de San Josafat (en inglés: St. Josaphat Cathedral) es una catedral católica de rito greco-ucraniano en McCauley, Edmonton, Alberta, uno de los mejores ejemplos de la arquitectura de la iglesia de rito bizantino en Canadá. Es el asiento de la eparquía de Edmonton, y ha sido una catedral (el asiento de un obispo) desde 1948. Ocupa 18 lotes de la ciudad en el barrio McCauley y la catedral ha sido reconocida por su importancia patrimonial distinguiéndose por sus siete cúpulas, con columnas en el pórtico de entrada, y el revestimiento de ladrillo rojo adornado con pilastras de ladrillo más oscuras y de color crema con incrustaciones de cruces.
La parroquia fue establecida por los Padres de San Basilio en 1902, al principio sin un hogar permanente. Una iglesia pequeña fue construida en 1904 bajo la dirección del Reverendo Sozont Dydyk.
La construcción duró desde 1939 hasta 1947. El edificio se convirtió en una catedral cuando Edmonton fue seleccionada como sede de un nuevo exarcado encabezado por un obispo.